# Kokain – Das Tagebuch der Inga L.
Kokain – Das Tagebuch der Inga L. (zeitweise Arbeitstitel: Die Ratte von St. Pauli, die erste Drehbuchfassung hieß Drogenjagd) ist ein deutscher Film aus dem Jahr 1985 und das letzte Werk des Regisseurs und Produzenten Günter Schlesinger. Die Erstaufführung fand am 19. April 1985 statt. Die Filmtheater in Frankfurt, Hamburg und anderen Städten gaben Vorstellungen teils mit Verlängerung.

## Handlung
Immer wieder werden Waffen im Orient, Afrika oder Lateinamerika benötigt. Ihr Preis ist hoch. Er ruiniert die Gesundheit von Millionen Menschen. In manchen Gebieten kämpft man um alles und nichts, je nachdem, mal für die Freiheit mal aus religiösen Fanatismus. Und man erkauft es mit dem Leben unzähliger Männer oder Frauen vorwiegend in Europa und den USA. Nur selten gelingt es jemandem, sich aus den Fallstricken internationaler Rauschgifthändler zu lösen.
Irgendwie hat Inge einen finster aussehenden Ausländer kennengelernt. Sie ist von seiner Hintergründigkeit fasziniert. Für ihn war es leicht, sie zu einer Reise nach Hamburg zu überreden. Mittlerweile ist sie auch bereit, ihre Geldsorgen mit dem Gedanken an einen rasch zu verdienenden hohen Geldbetrag zu vertreiben. Das Vergnügungsviertel von St. Pauli verschafft den beiden ein bequem erscheinendes Unterkommen. So treffen sich zwei, die nur eines im Sinn haben: schnell reich zu werden. Ihr Freund steckt aber schon mitten in der Drogenszene. Dadurch kann er sie leicht in einer Kellerbar unterbringen. Den Wirt kennt er als Komplizen eines Dealers. Als dessen Chef ihn in das illegale Geschäft einspannen will, muss er Inge als Sicherheit an ihn abtreten und in einer Absteige arbeiten lassen.

Dort spürt sie bald, dass sie für ihn ohne Bedeutung ist, und zum Werkzeug allein für seine selbstsüchtigen Zwecke wird. Sobald er sich für die jüngere Petra mehr ins Zeug legt als für sie, fällt es ihr wie Schuppen von den Augen. Da bäumt sie sich auf, zieht die Jüngere auf ihre Seite und verfällt den Glauben, Petra von dem harten Stoff, von dem sie abhängig ist, zu befreien. Sie bemüht sich ihr stattdessen Kokain als Ersatz zu verschaffen in der Hoffnung, sie damit entwöhnen zu können: Es stellt sich als fataler Irrtum heraus. 

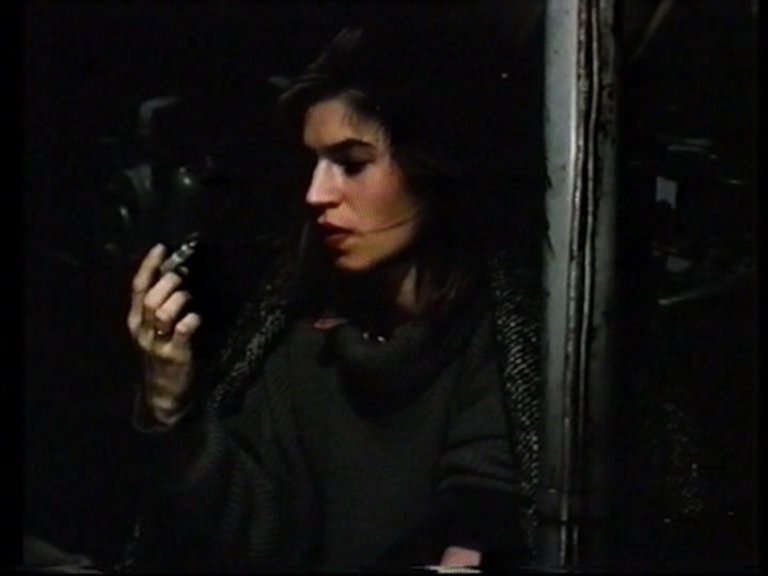
Szenenfoto

Als ein Konkurrent ihres ehemaligen Freundes, von dem sie sich entschlossen abwendet, sie zu den Dienstleistungen ihres versteckt gehaltenen Gewerbes, der Prostitution, zu seinen Gunsten zwingen will, flieht sie spontan mit ihrer Freundin.
Ruhelos irren beide in der Großstadt umher. Da fassen sie den Plan, den Wirt, bei dem sie zum ersten Mal Unterschlupf fanden, zu kidnappen und zum Verrat seiner Rauschgiftkunden zu zwingen. So drehen sie den Spieß um. Damit wühlt der Film emanzipatorische Ressentiments auf. Denn es geht gegen alle ihrer ehemaligen Ausbeuter. Als sie dem obersten Boss gegenüberstehen, bleibt ihr aber nichts anderes übrig, als auf dessen gerissenes Angebot einzugehen, mit ihm gemeinsam den Drogenhandel weiter aufzubauen. Zu sehr sind sie  bereits in illegale Machenschaften verstrickt. Er will Waffen schmuggeln. Sie benötigt Kokain zur Rettung ihrer Freundin. Nur die Flucht erscheint ihnen als letzte Rettung. Doch die Szene ist zäh, verbissen und unerbittlich. Während ihnen die Selbstjustiz der Drogenbande naht, eilt der eiskalte Boss schon in das Flugzeug, um dem nächsten internationalen Waffenhandel nachzujagen. Die Zurückgebliebenen sind ihm gleichgültig. Niemand wird erfahren, was aus ihnen wird. Die Handlung warnt nicht nur allein. Sie wirkte teilweise verständnisvoll bis abschreckend.

## Hintergrund
Die Dreharbeiten fanden in den uralten Gassen Lübecks ähnlich wie Sternbergs Film Der blaue Engel und im Hamburger Hafengebiet statt, abgesehen von Szenen in Hotels der Haute Volée, oft unter gefährlicher Enge in Schiffsräumen sogar in verwinkelten Kneipen oder in Berlin. Die Finanzierung der Produktion stand wie fast jede der damaligen Zeit in Deutschland von Anfang an auf riskantem Fundament. Die Kopierwerksforderungen aus vorangegangenen Produktionen des Regisseurs schnellten in die Millionenhöhe. Dennoch soll er es erreicht haben, mit weniger als 400.000,00 DM an Barmitteln den Film zu vollenden, ein Alleinstellungsmerkmal unter den aufwendigen Budgets  seinerzeit. Das ästhetische Konzept sah vor, die Dreharbeiten auf Kodak-Material vorzunehmen. Der Film gewann dadurch am typischen  Westernlook, zudem verteuerten sich die Herstellungskosten. Auf eine Antragstellung zur Filmförderung durch öffentliche Mittel verzichtete er. Dies ergibt sich schon aus der fehlenden ansonsten verpflichtenden Namensnennung im Vorspann der Titel. So gelang ihm eine schnelle Produktion bei einem Budget, das man seinerzeit als unmöglich einschätzte. Die Höhe des Einspiels ist nicht bekannt. Alle Angaben beruhen auf der Auskunft des derzeitigen Rechteinhabers, soweit sie sich nicht aus der filmischen Darstellung oder von selbst ergeben.
Das Negativ des Filmes gilt noch als verschollen. Die Musik sollte ursprünglich mit einem sehnsuchtsvollen Song von Ralph Siegel unterlegt werden. Wegen dessen Honorarvorstellungen soll jedoch kein Vertrag zustande gekommen sein, so die Aussage des Regisseurs während der Dreharbeiten, seinerzeit mitgeteilt von der Produktionsgesellschaft. Frank Luchs übernahm daraufhin den ganzen Part.

## Kritik
Die Lübecker Nachrichten schätzten den Film mit einer Darstellung ein, die unter die Haut geht. Die Fachzeitschrift Filmecho/Filmwoche kennzeichnet ihn dahin, dass „..Macht und Ohnmacht unvermittelt aufeinandertreffen, und wo die Sucht nach schnell verblühten Träumen und schnell verdienten Geld das Geschäft mit dem Koks erst möglich macht“.

„Als Report aufgezogener Trivialfilm, der lediglich vorgibt, vor Drogenkriminalität und der Gefahr der Abhängigkeit zu warnen.“